# Meiszner Ernő
Meiszner Ernő (1834. január 6. – Nagyvárad, 1902. április 11.) mérnök, a Rába-szabályozás tervezője és vezetője.

## Életpályája
Tanulmányait az Institutum Geometricumban végezte el. 1873-ban Bajorországban és Württembergben tanulmányozta az alagcsövezést és szikasztást. 1876-ban a Rábaszabályozó Társulat főmérnökeként átdolgozta az Ujházy János-féle terveket. Ezt a Rába szabályozási törvényben (1885: XVI. törvénycikk) biztosított állami támogatással 1885–1893 között hajtották végre. Később állami szolgálatba lépett és az Országos Vízépítési Igazgatóság munkatársa lett.

## Művei
- Rábaszabályozó Társulat története és műveinek leírása… (Szalacsy Lajossal, Budapest, 1896)